# Живея заради Елена
„Живея заради Елена“ (на испански: Vivo por Elena) е мексиканска теленовела от 1998 г., продуцирана от Хуан Осорио за Телевиса. Адаптация е на теленовелата La señorita Elena, създадена от Делия Фиайо.
В главните роли са Виктория Руфо и Саул Лисасо, а в отрицателните - Ана Патрисия Рохо, Себастиан Лигарде и Хулиета Брачо.

## Сюжет
Елена е красиво и бедно момиче, което живее със сестрите си Консуело и Наталия, в квартал, собственост на дон Фермин. Консуело работи денонощно, за да плаща колежа на сестра си Елена. Липсата на образование принуждава Консуело да работи в кабаре. За да прикрие този срам, тя твърди, че е медицинска сестра. Елена се запознава с Ернесто, човек демонстриращ добро отношение и разбиране, но той иска да се възползва сексуално от неа. Елена е невинна и наивна, смята, че Ернесто иска да създаде семейство с нея, но това е друга реалност.
Елена е упоена и изнасилена от Ернесто, когато тя идва в съзнание не помни нищо и Ернесто ѝ казва, че я е изнасилил. Елена е обидена и унижена и се заклева, че повече няма да се влюби, след което бяга. В другата част на града живее Хуан Алберто Монтиел, престижен и известен съдия, който се мисли, че е успял да създаде семейство за пример, но той не осъзнава, че заради работата си на която се е посветил е причината съпругата му Силвия да си намери любовник. След като разбира за тайната на съпругата си, Хуан Алберто я гони от семейния дом, което принуждава Силвия да замине за чужбина с леля си. В същото време синът им, Хуанито, страда, защото майка му го е изоставила, а баща му непрекъснато липсва от дома заради работата си. Детето е отгледано от Симона и баба му Ребека. Симона „краде“ детските мечти и илюзии на Хуанито и не му позволява да прави нищо по цял ден.
Хуан Алберто се заклева, че повече няма да се влюби, и че неговата любов е професията. Адолфо, най-добрият му приятел, го критикува, че пренебрегва сина си. Не след дълго открива, че Хуанито се е превърнал в капризно и невъзпитано момче. Тогава Хуан Алберто решава да наеме учител, който да се заеме с възпитанието на сина му. По препоръка на Адолфо, Хуан Алберто наема Елена, която се влюбва в него, и се превръща като майка за Хуанито. Симпатиите, които изпитва Хуан Алберто към Елена, се задълбочават и се превръщат в любов. Въпреки че и двамата се кълнат, че повече няма да се влюбят, в крайна сметка се предават пред любовта. Силвия се завръща от чужбина и решава да си върне съпруга. В същото време, Ернесто се оказва брат на Хуан Алберто и непрекъснато се опитва да убие чувствата, които изпитва брат му към Елена.

## Актьори
Част от актьорския състав:
- Виктория Руфо – Елена Карвахал Дел Монтеверде
- Саул Лисасо – Хуан Алберто Монтиел
- Ана Патрисия Рохо – Силвия Фонсека де Монтиел / Ракел Дуран
- Себастиан Лигарде – Ернесто де лос Монтерос
- Артуро Пениче – Ектор Рубалкава
- Сесилия Габриела – Консуело Карвахал
- Хулиета Брачо – Ребека де лос Монтерос
- Патрисия Алварес – Лумара
- Анаи – Наталия Карвахал
- Серхио Каталан – Адолфо
- Мати Хитрон – Симона Пачеко
- Иманол Ландета – Хуан Монтиел Фонсека
- Карлос Ротцингер – Густаво Линарес
- Адриана Лават – Адриана
- Адриана Бараса – Илда
- Пабло Монтеро – Луис Пабло Морено
- Хосе Мария Торе – Хулио

## Премиера
Премиерата на Живея заради Елена е на 6 април 1998 г. по Canal de las Estrellas. Последният 115. епизод е излъчен на 11 септември 1998 г.

## Адаптации
- Венецуелската компания Venevisión създава теленовелата La señorita Elena през 1967 г. С участието на Марина Баура и Хосе Бардина.
- През 1974 г. е създадена теленовела със същото име, в която участват Ада Ривера и Хосе Луис Родригес.
- Венецуелската компания RCTV създава през 1986 г. адаптацията Atrévete, продуцирана от Енри Маркес. С участието на Каридад Канелон и Педро Ландер.

## Награди и номинации
Награди TVyNovelas (1999)
| Категория                                | Номиниран        | Резултат   |
| ---------------------------------------- | ---------------- | ---------- |
| Най-добра актриса в главна роля          | Виктория Руфо    | Номинирана |
| Най-добра актриса във второстепенна роля | Сесилия Габриела | Номинирана |